# Једанаеста војвођанска ударна бригада
Једанаеста војвођанска ударна бригада НОВЈ формирана је 11. септембра 1944. године у Манђелосу на обронцима Фрушке горе од Јуришног батаљона штаба Сремске оперативне зоне и Пратећег батаљона, Морнаричке чете и Противтенковске батерије Главног штаба НОВ Војводине. У два батаљона имала је 311 бораца, а 30. октобра 648 бораца. Била је под непосредном командом Главног штаба НОВ Војводине до 2. децембра 1944, када је ушла у састав 36. дивизије НОВЈ.

## Борбени пут бригаде
Бригада је с делом снага обезбеђивала Главни штаб Војводине, а с Јуришним батаљоном нападала непријатеља и његов саобраћај. У другој половини септембра рушила је пруге између Сремске Митровице и Руме. За то време Морнаричка чета ометала је пловидбу Дунаву; оштетила је један реморкер, један патролни брод и усташки брод „Зрињски“. За време напада Седме војвођанске бригаде на Илок 29-30. септембра, јуришни батаљон заузео је Шаренград 29. септембра. У октобру је бригада обезбеђивала Главни штаб Војводине и Официрску школу. Покушај да се са Фрушке горе пребаци у Банат код Сурдука и Белегиша није успео. Од 6. до 14. октобра Морнаричка чета је извршила неколико успелих напада на непријатељске бродове на Дунаву; оштетила је брод „Братислава“ и запалила један шлеп, оштетила брод „Казан“ и неколико шлепова, тешко оштетила брод „Загреб“. Крајем октобра и почетком новембра 1944. водила је борбе на јужним падинама Фрушке горе и дуж пута Велики Радинци-Манђелос-Чалма, а после стабилизације Сремског фронта у саставу 36. војвођанске дивизије бранила је леву обалу Дунава, на одсеку од Бачке Паланке до Богојева. Расформирана је 2. априла 1945. године, а њено људство је распоређено у бригаде 36. војвођанске дивизије.